# Le Pape kidnappé

Le Pape kidnappé est une pièce de théâtre de João Bethencourt (hu) adaptée par André Roussin, représentée pour la première fois à Paris le 26 février 1975 au Théâtre Édouard VII.
Elle a été diffusée pour la première fois le 11 juillet 1975 sur TF1.

## Argument
Samuel Leibowitz est chauffeur de taxi. C'est un juif pratiquant au caractère bien trempé. Il est devenu un militant pacifiste lorsqu'un de ses fils trouva la mort au Viêt Nam. Lors du passage du pape Benoît XVI à New York, il ne trouve rien de mieux à faire que de le kidnapper dans son taxi et l'amener chez lui. La rançon : il exige qu'aucun homme ne tue son prochain à la surface de la terre pendant les prochaines 24 heures.
Sa femme Sara, trouve cette plaisanterie de mauvais goût, d'autant plus qu'il a été dénoncé par le Rabbin Meyer attiré par la récompense offerte à celui qui retrouvera le pape.
Mais l'idée de 24 heures sans crime, ni guerre séduit le Souverain Pontife…

## Fiche technique[1]
- Auteur : João Bethencourt (hu)
- Adaptation : André Roussin
- Réalisation : Pierre Sabbagh
- Mise en scène : René Clermont
- Décors : Roger Harth
- Costumes : Donald Cardwell
- Réalisation sonore : Fred Kiriloff
- Directeur de la photographie : Lucien Billard
- Script : Yvette Boussard
- Script assistant : Guy Mauplot
- Date et lieu d'enregistrement : 19 avril 1975 au théâtre Édouard VII

## Distribution[2]
- Julien Guiomar : Samuel Leibowitz
- Pierre Bertin : Le Pape Benoît XVI
- Rosy Varte : Sara Leibowitz
- Daniel Derval : Irving Leibowitz
- Danièle Luger : Myriam Leibowitz
- Robert Le Béal : Le Cardinal O'Hara, dit le Cardinal de Fer.
- Jean Antolinos : Le Rabbin Meyer
- Raymond Baillet : Le Shérif

## Anecdotes
Cette pièce a été écrite par João Bethencourt (hu) en hommage à Angelo Giuseppe Roncalli, pape Jean XXIII. C'est pour cela que le personnage du pape dans la pièce a le même prénom.
La pièce a été enregistrée le 19 avril 1975 au théâtre Édouard VII, et le personnage du pontife s'appelait Benoît XVI. Clin d'œil de l'Histoire : un certain Joseph Ratzinger a été élu 30 ans plus tard, jour pour jour, le 19 avril 2005 pour devenir… Benoît XVI.